# Welyka Pawliwka
Welyka Pawliwka (ukrainisch Велика Павлівка; russisch Великая Павловка Welikaja Pawlowka) ist ein Dorf im Norden der ukrainischen Oblast Poltawa mit 1800 Einwohnern (2004).

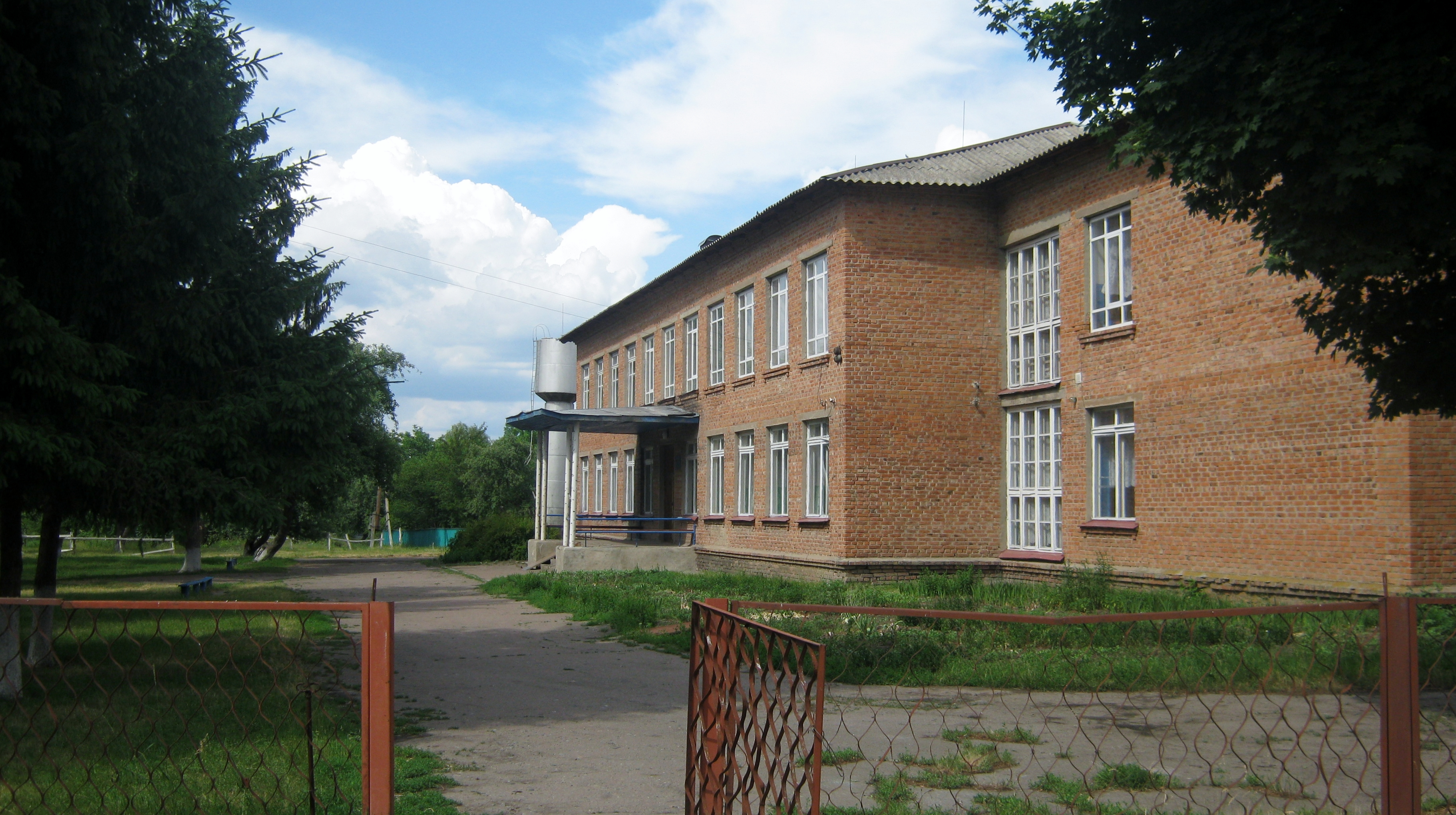
Schulgebäude in Welyka Pawliwka

Das 1710 gegründete Dorf liegt an der Territorialstraße T–17–06 11 km nordwestlich vom ehemaligen Rajonzentrum Sinkiw und 90 km nördlich der Oblasthauptstadt Poltawa.
Am 12. Juni 2020 wurde das Dorf ein Teil Stadtgemeinde Sinkiw, bis dahin bildete es zusammen mit den Dörfern Fedoriwka (Федорівка) und Tschornjaky (Чорняки) die gleichnamige Landratsgemeinde Welyka Pawliwka (Великопавлівська сільська рада/Welykopawliwska silska rada) im Norden des Rajons Sinkiw.
Am 17. Juli 2020 kam es im Zuge einer großen Rajonsreform zum Anschluss des Rajonsgebietes an den Rajon Poltawa.